# ヤーコブ・コルネリスゾーン・ファン・オーストザーネン
ヤーコブ・コルネリスゾーン・ファン・オーストザーネン（Jacob Cornelisz. van Oostsanen、1475年頃 - 1533年）はオランダの版画家、画家である。

## 略歴
生涯については殆ど知られていない。呼び名はこの画家が、アムステルダムの北、ザーンの東にあるオーストザーン(Oostzaan)で生まれたことを示している。兄に画家のコルネリス(Cornelis Buys I: 1465/1470-1524/1532)がいて、その同名の息子とされる Cornelis Cornelisz. Buys II (c.1500-1545)も画家である。 ヤーコブ・コルネリスゾーンの息子のコリネリス・ヤーコブスゾーン(Cornelis Jacobsz.)とディルク・ヤーコブスゾーン(Dirck Jacobsz.: 1497-1576)も画家になった。画家のヤン・ファン・スコーレル(1495-1562)は、兄のコルネリスとヤーコブ・コルネリスゾーンの指導を受けたとされている。
1500年にアムステルダムに家を買い、アムステルダムに住むようになったのでヤーコブ・コルネリスゾーン・ファン・アムステルダム(Jacob Cornelisz. van Amsterdam)と呼ばれることもある。
約200点の版画と27点の油彩画がヤーコブ・コルネリスゾーンの作品とされている。初期の作品には、ハールレム派の画家、ヘールトヘン・トット・シント・ヤンスの作品に似ていて、コルネリスゾーンもハールレムで修業した可能性を示している。その後、アルブレヒト・デューラーの作品に近づいていて、1520年代にネーデルランドに滞在したデューラーと会っている可能性がある。
ネーデルランドの画家たちはその後、イタリア美術を学んでスタイルを変えるが、コルネリスゾーンはその影響を受ける前の最後の画家とされる。

## 作品

キリスト受難図 Museum Catharijneconvent 蔵
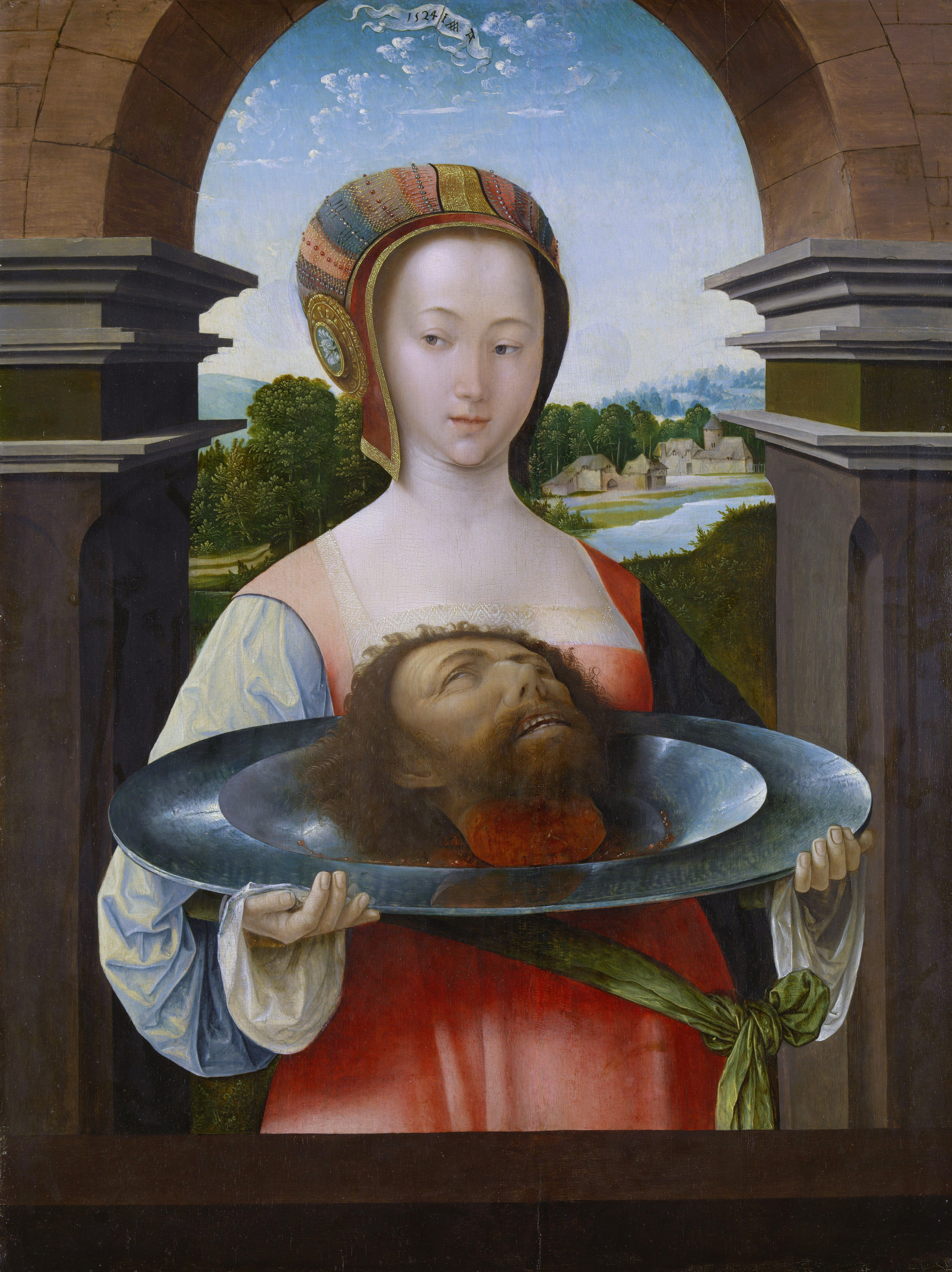
サロメ アムステルダム国立美術館蔵
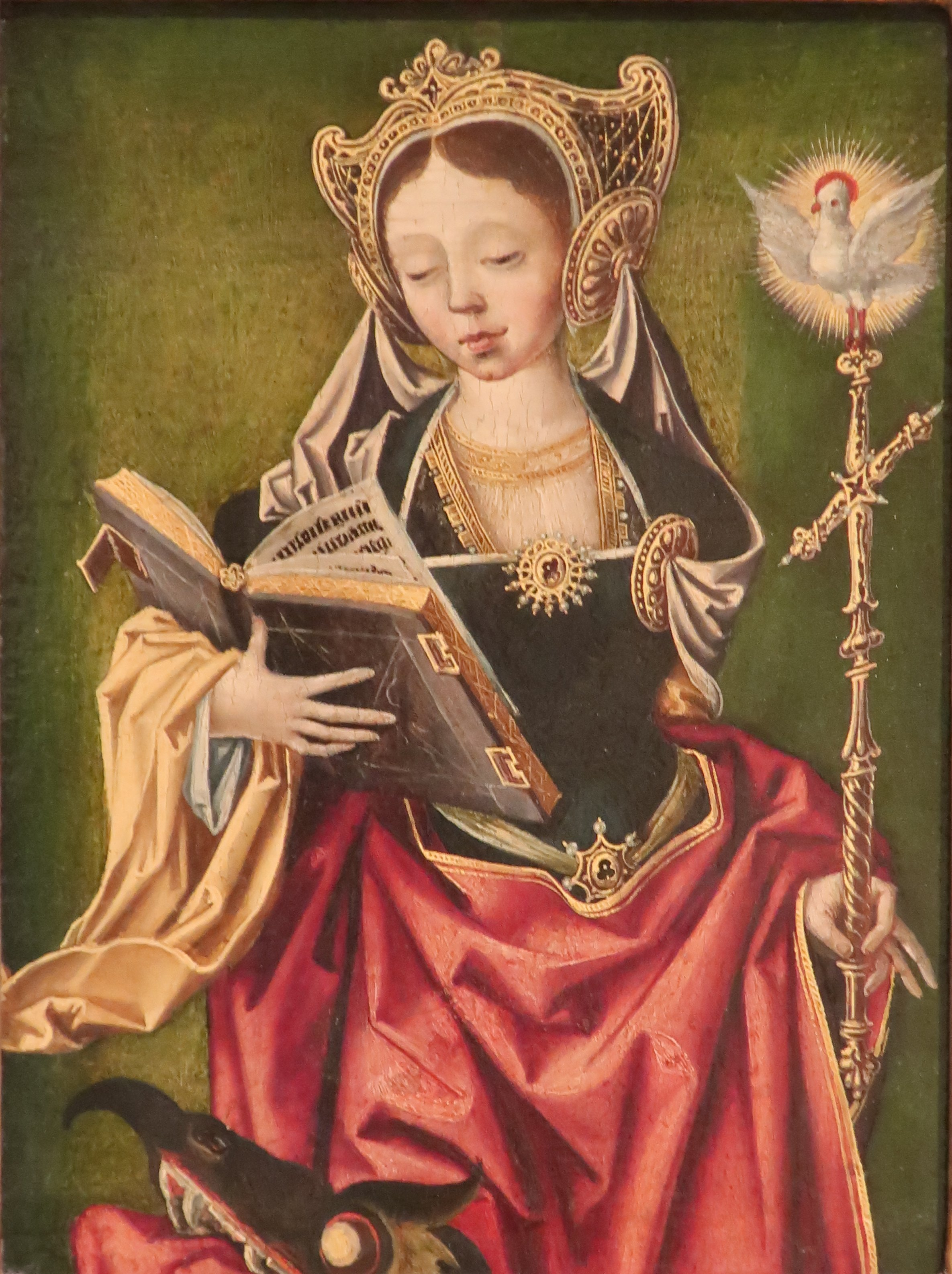
アンティオキアのマルガリタ Phoenix Art Museum 蔵
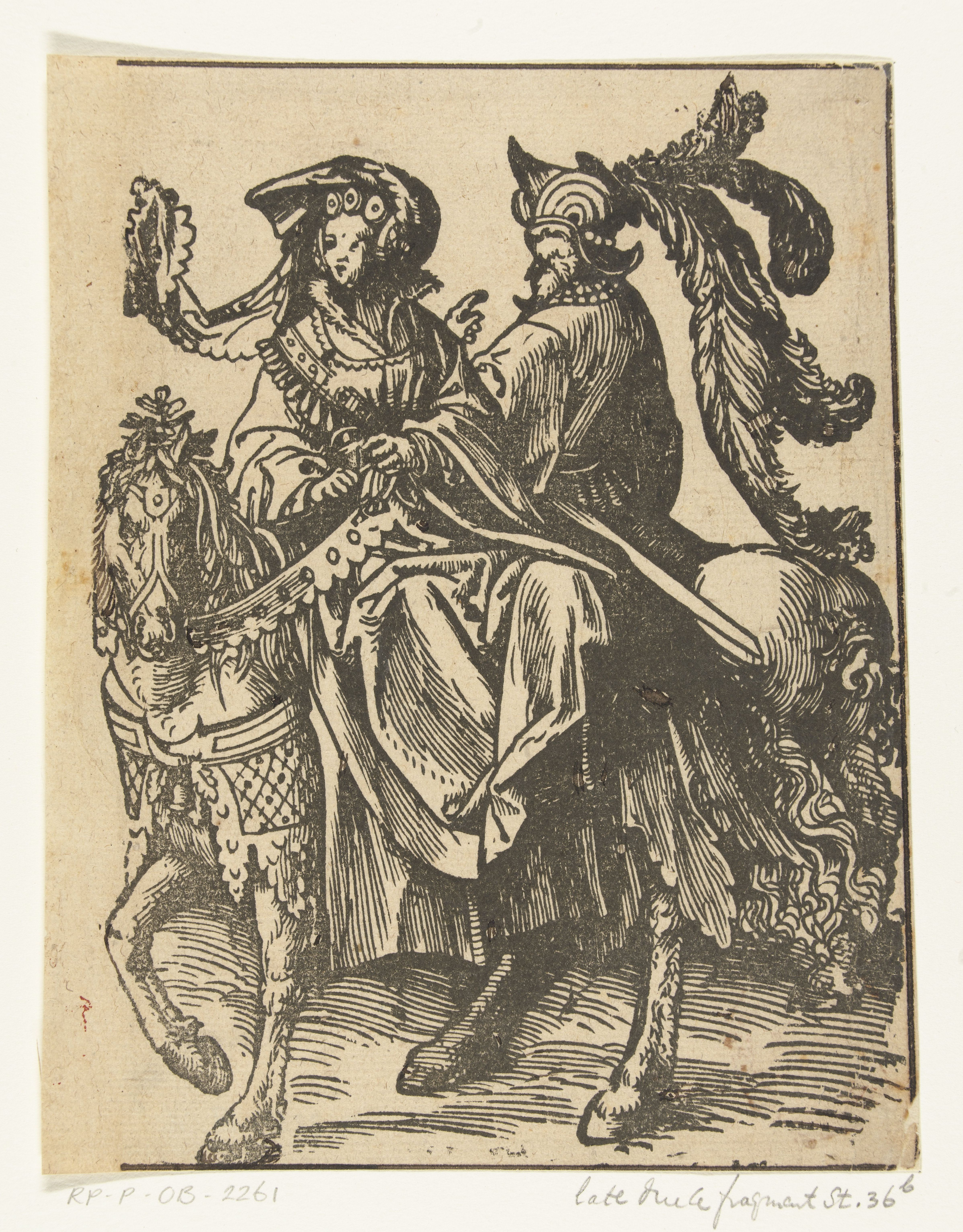
木版画

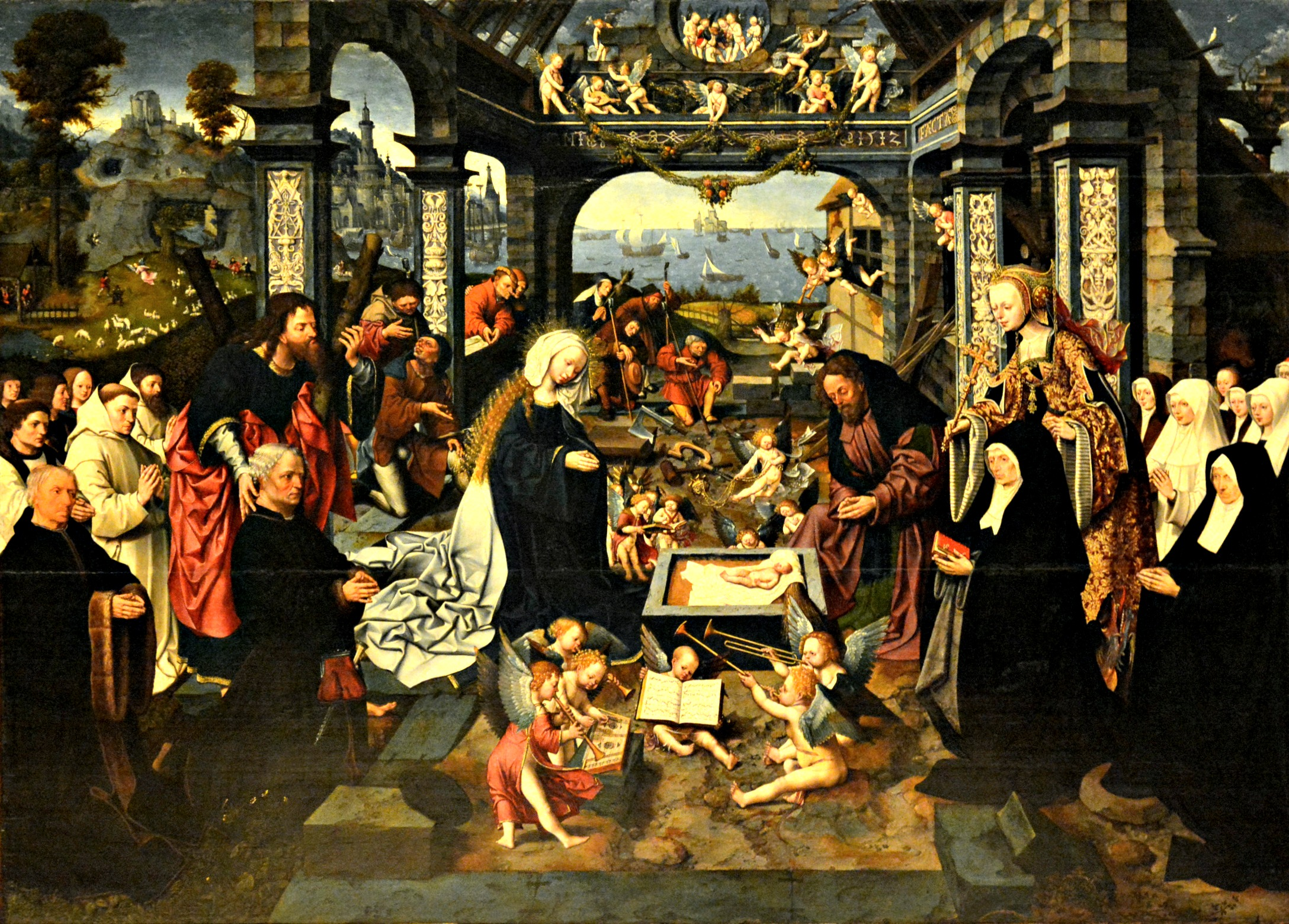
「幼児キリストの礼拝」 カポディモンテ美術館蔵
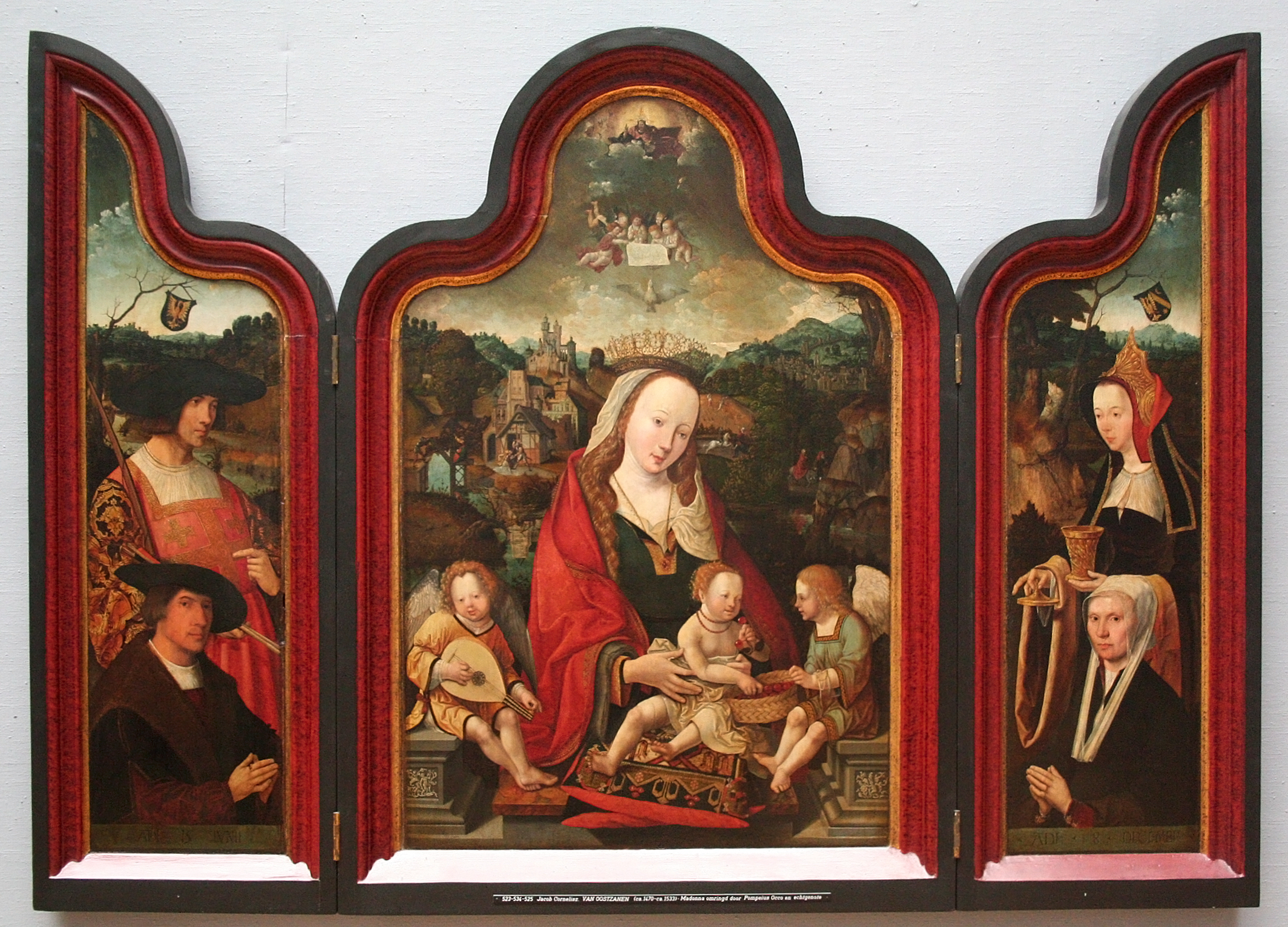
三連祭壇画 アントワープ王立美術館蔵
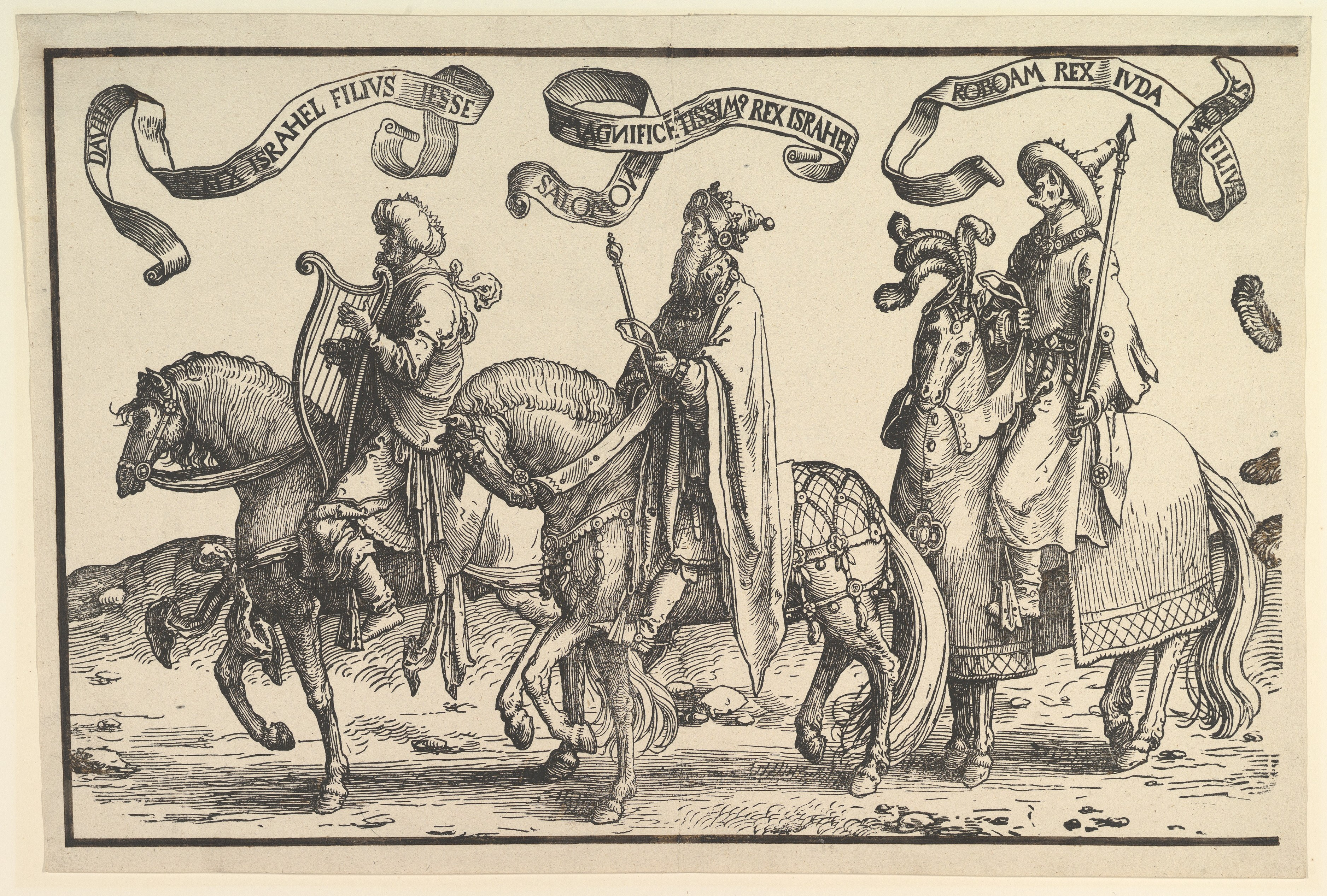
版画